# Dejan Govedarica
Dejan Govedarica, cyr. Дејан Говедарица (ur. 2 października 1969 w Zrenjaninie) – serbski piłkarz grający na pozycji środkowego pomocnika. Aktualnie trener reprezentacji Serbii do lat 19.

## Kariera klubowa
Karierę piłkarską Govedarica rozpoczął w rodzinnym Zrenjaninie w tamtejszym klubie Proleter Zrenjanin. W 1989 roku zadebiutował jego barwach w drugiej lidze jugosłowiańskiej, a w 1990 roku świętował awans do pierwszej ligi. W niej Proleter jako beniaminek spisał się udanie i zakończył rozgrywki na 5. pozycji, a osiągnięcie to powtórzył także rok później. Dejan był jednym z czołowych strzelców zespołu i zdobył w tym okresie 15 goli, a latem 1992 przeszedł do Vojvodiny Nowy Sad. W 1993 roku był z nią trzeci w lidze, podobnie jak w latach 1994–1996.
Jeszcze w trakcie sezonu 1995/1996 Govedarica wyjechał z Jugosławii i trafił do Holandii, gdzie podpisał kontrakt z tamtejszym klubem Eredivisie, FC Volendam. Zarówno w 1996, jak i 1997 roku utrzymał się z tym klubem w lidze, a następnie został piłkarzem włoskiego US Lecce. W Serie A Serb występował przez jeden sezon, jednak nie zawsze występował w podstawowym składzie. Zdobył jednego gola (w wygranym 2:1 wyjazdowym spotkaniu z Milanem), ale Lecce zajęło przedostatnią pozycję i zostało zdegradowane do Serie B.
Latem 1998 Govedarica wrócił do Holandii. Przeszedł do RKC Waalwijk, z którym podobnie jak z Volendamem, najczęściej walczył o utrzymanie w pierwszej lidze. Cały sezon 2000/2001 opuścił z powodu kontuzji, a w 2002 roku odszedł do innego pierwszoligowca, NEC Nijmegen. W 2003 roku był z NEC piąty w lidze, a grał w nim jeszcze przez kolejny sezon. Latem 2004 znów został piłkarzem Vojvodiny, w której grał przez rok, a w 2005 zakończył piłkarską karierę.

## Statystyki
| Sezon   | Klub               | Kraj                | Rozgrywki           | Mecze | Bramki |
| ------- | ------------------ | ------------------- | ------------------- | ----- | ------ |
| 1989/90 | Proleter Zrenjanin | Jugosławia          | 2. liga             | 17    | 1      |
| 1990/91 | Proleter Zrenjanin | Jugosławia          | 1. liga             | 29    | 6      |
| 1991/92 | Proleter Zrenjanin | Jugosławia          | Meridijan Superliga | 29    | 9      |
| 1992/93 | FK Vojvodina       | Jugosławia          | Meridijan Superliga | 21    | 4      |
| 1993/94 | FK Vojvodina       | Jugosławia          | Meridijan Superliga | 23    | 6      |
| 1994/95 | FK Vojvodina       | Jugosławia          | Meridijan Superliga | 32    | 6      |
| 1995/96 | FK Vojvodina       | Jugosławia          | Meridijan Superliga | 14    | 7      |
| 1995/96 | FC Volendam        | Holandia            | Eredivisie          | 12    | 2      |
| 1996/97 | FC Volendam        | Holandia            | Eredivisie          | 24    | 6      |
| 1997/98 | FC Volendam        | Holandia            | Eredivisie          | 1     | 0      |
| 1997/98 | US Lecce           | Włochy              | Serie A             | 21    | 1      |
| 1998/99 | RKC Waalwijk       | Holandia            | Eredivisie          | 18    | 3      |
| 1999/00 | RKC Waalwijk       | Holandia            | Eredivisie          | 29    | 1      |
| 2000/01 | RKC Waalwijk       | Holandia            | Eredivisie          | 2     | 0      |
| 2001/02 | RKC Waalwijk       | Holandia            | Eredivisie          | 29    | 3      |
| 2002/03 | NEC Nijmegen       | Holandia            | Eredivisie          | 33    | 1      |
| 2003/04 | NEC Nijmegen       | Holandia            | Eredivisie          | 23    | 1      |
| 2004/05 | FK Vojvodina       | Serbia i Czarnogóra | Meridijan Superliga | 14    | 1      |

## Kariera reprezentacyjna
W reprezentacji Jugosławii Govedarica zadebiutował 23 grudnia 1994 roku w przegranym 0:2 towarzyskim spotkaniu z Brazylią. W grudniu 1996 w sparingu przeciwko Argentynie zdobył pierwszego gola w kadrze narodowej. W 1998 roku został powołany przez Slobodana Santrača do kadry na Mistrzostwa Świata we Francji. Tam był rezerwowym i wystąpił tylko w zremisowanym 2:2 meczu z Niemcami. Na Euro 2000 był podstawowym zawodnikiem „Plavich”. Zagrał w trzech meczach Jugosłowian: wygranym 1:0 z Norwegią oraz przegranych 3:4 z Hiszpanią (zdobył gola w 46. minucie) i 1:6 w ćwierćfinale z Holandią (zaliczył samobójcze trafienie w 51. minucie). Spotkanie to było jego ostatnim w reprezentacji, w której zagrał łącznie 29 razy i strzelił 2 gole.

## Kariera trenerska
Od 2011 roku jest trenerem reprezentacji Serbii do lat 19.